# Arbolito (Paysandú)
Arbolito é uma localidade uruguaia  que faz parte do município de Tambores, no departamento de Paysandú, a 200km de distância da capital Paysandú.

## População
Segundo o censo de 2011 a localidade contava com uma população de 115 habitantes.
| Variação demográfica do município entre 2004 e 2011 |
|                                                     |

## Autoridades
A localidade é subordinada ao município de Tambores.

## Transporte
A localidade possui a seguinte rodovia:
- Acesso a Ruta 26.[7][8]